# Moritz Illek
Moritz Illek, též Moriz Illek (17. července 1829 Staré Brno – 10. listopadu 1884 Brno), byl rakouský právník a politik německé národnosti z Moravy; poslanec Moravského zemského sněmu.

## Biografie
Působil jako advokát v Brně. V jeho advokátní kanceláři pracoval od roku 1880 jako koncipient pozdější český politik Adolf Stránský. Illek byl správním radou cukrovaru v Modřicích.
Zapojil se i do vysoké politiky. V doplňovacích zemských volbách zvolen 16. listopadu 1865 byl zvolen na Moravský zemský sněm, kde zastupoval kurii měst, obvod Uničov, Rýmařov. Uváděl se jako pokrokář. Mandát zde obhájil v zemských volbách v lednu 1867, zemských volbách v březnu 1867, zemských volbách 1870, zemských volbách v září 1871, zemských volbách v prosinci 1871, zemských volbách 1878 a zemských volbách 1884. Poslancem byl až do své smrti na podzim 1884. Pak ho na sněmu nahradil Eduard Kessler. Na sněmu je řazen mezi liberální levici (tzv. Ústavní strana, liberálně a centralisticky orientovaná). Před volbami do Říšské rady roku 1873 uvádí tisk, že v řadách německých liberálů je spor mezi Illekem a Adolfem Promberem, který má být příznakem obecnějšího pnutí mezi staroněmci a mladoněmci.
Zemřel v listopadu 1884. K úmrtí došlo náhle. Zemřel svobodný. Jeho majetek byl odhadnut na 32 079 zlatých a 35 krejcarů. Po odečtení pasiv činilo čisté jmění zesnulého 28 540 zlatých a 96 krejcarů.